# لانچیا تما
لانچیا تما (Lancia Thema) خودرویی است که در سال‌های ۱۹۸۴ تا ۱۹۹۴در تورین، ایتالیا تولید شده‌است. طراحی آن خودروهای موتور جلو-محور جلو بوده است. سیستم جعبه‌دندهٔ آن ۳ دنده به دو صورت خودکار و دستی است.

## نگارخانه

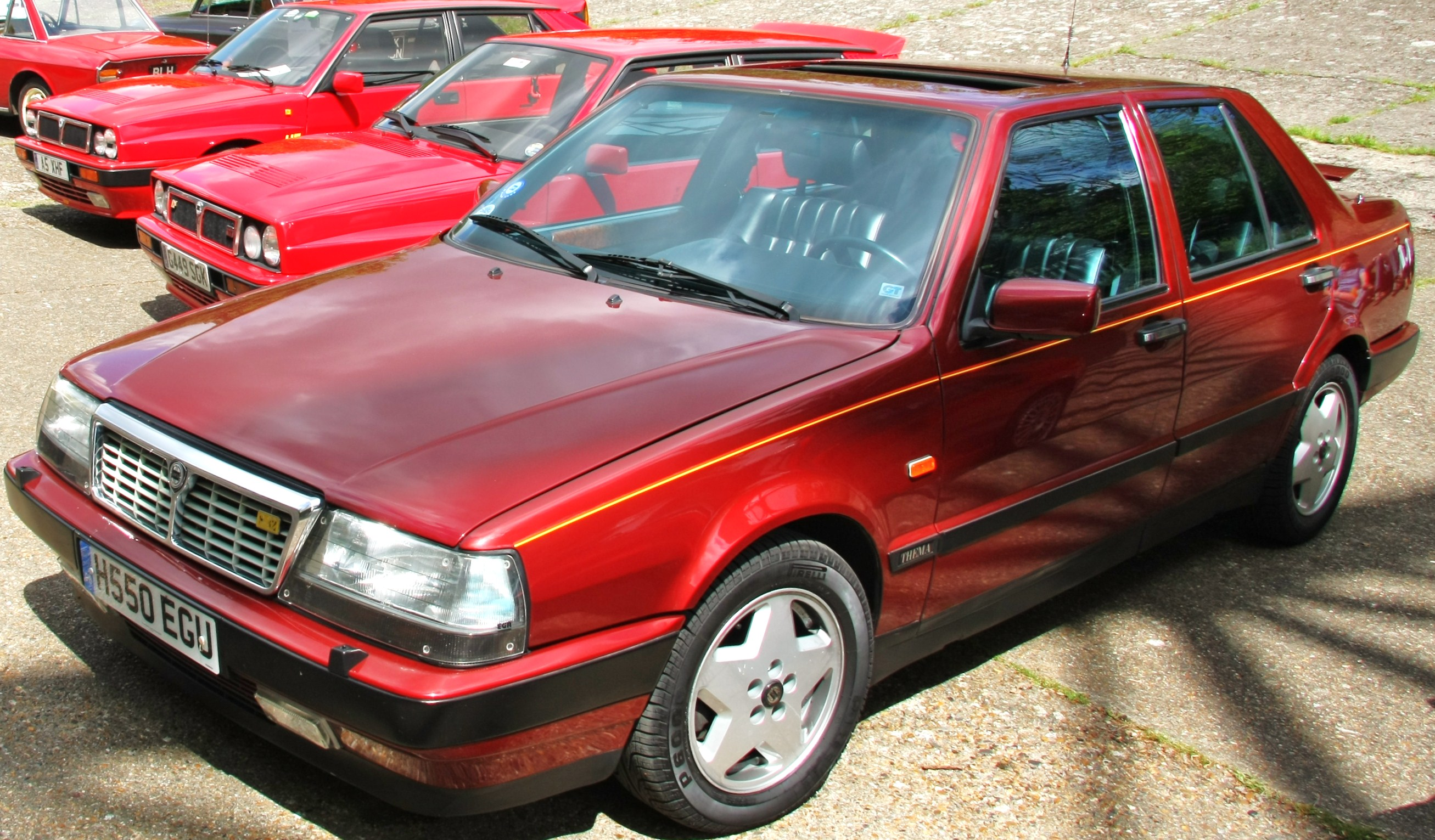
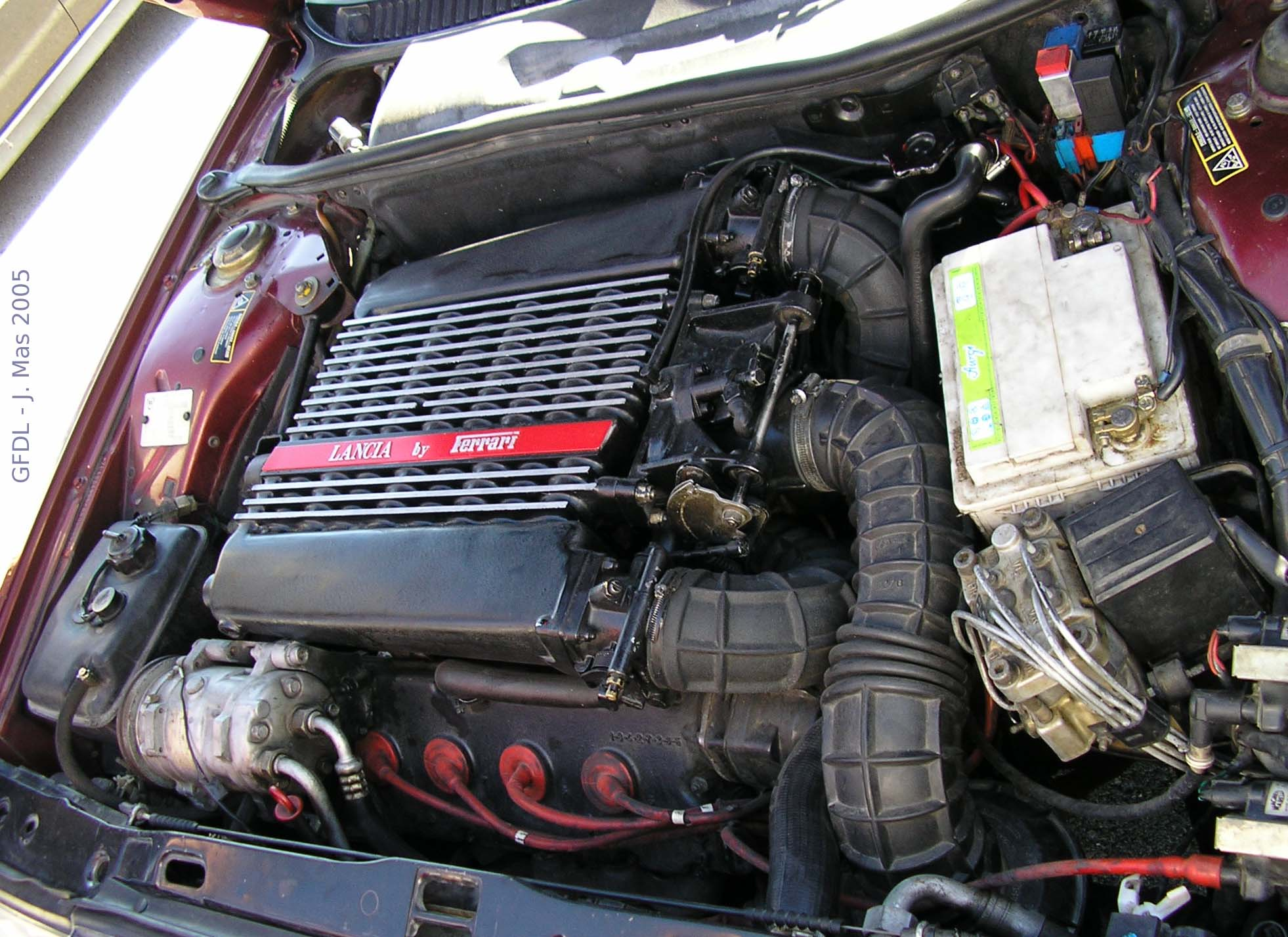
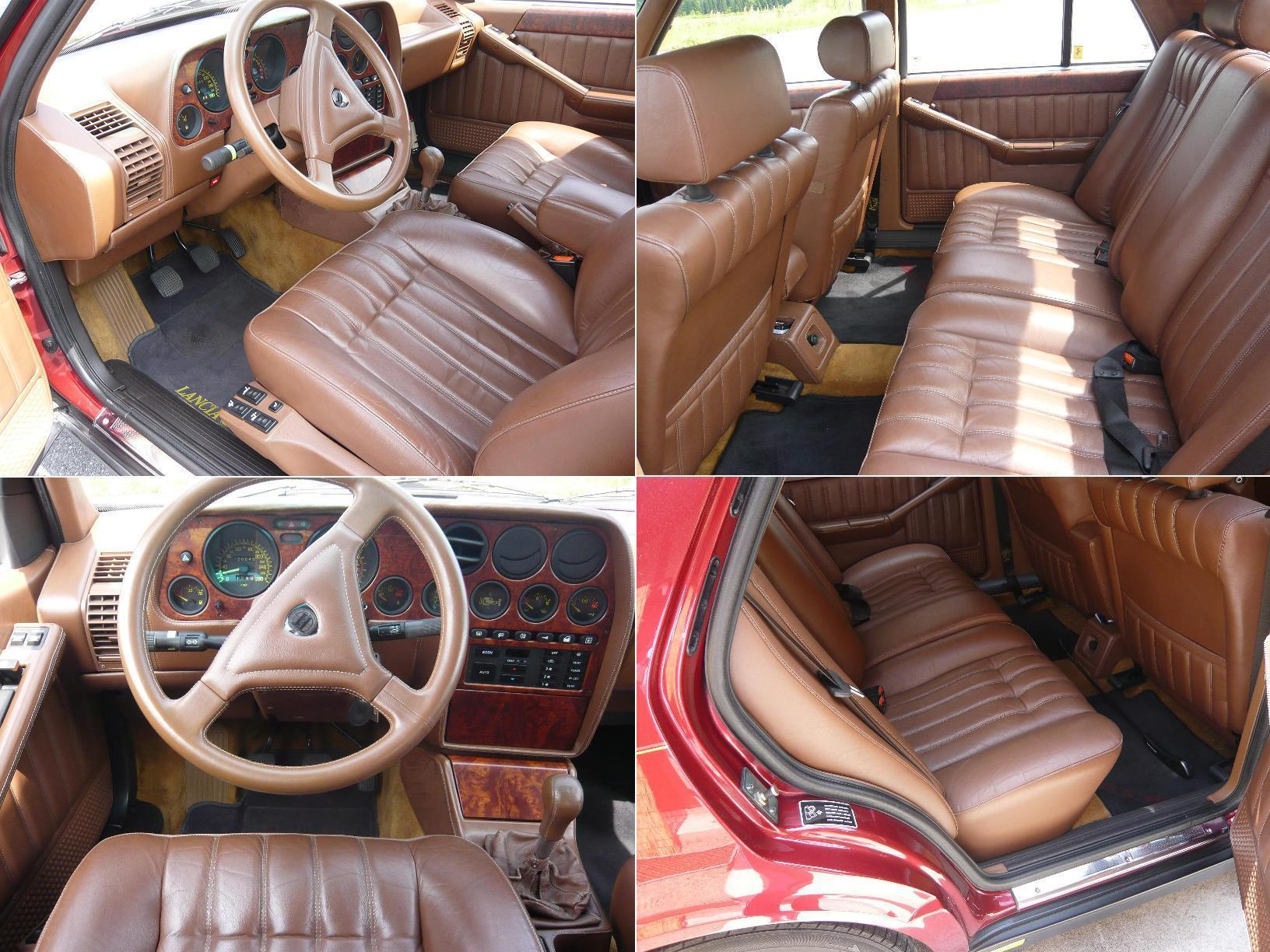